# British Columbia Highway 395
Im Süden von British Columbia befindet sich der British Columbia Highway 395 Er stellt eine kurze Verbindung mit einer Länge von 4 km zwischen der Grenze zwischen Kanada und den Vereinigten Staaten bei Laurier und dem Highway 3, dem Crowsnest Highway, bei Cascade dar. Die Nummerierung rührt vom U.S. Highway 395 her, dessen Verlängerung diese Route darstellt.

## Avey Field State Airport
Direkt an der Grenze am U.S. Highway liegt der Avey Field State Airport. Bemerkenswert ist, dass dieser Airport grenzüberschreitend liegt, d. h., ein Teil des Flugfeldes liegt auf kanadischem Territorium.